# Psorothamnus emoryi
Psorothamnus emoryi là một loài thực vật có hoa trong họ Đậu. Loài này được (A.Gray) Rydb. miêu tả khoa học đầu tiên.